# Гольдштейн, Александр Борисович
Александр Борисович Гольдштейн (род. 10 августа 1948) — советский и американский композитор, дирижёр, автор песен, музыкальный продюсер и саунд-дизайнер. Живёт в США.

## Биография
Родился в семье музыканта классической школы. С 1964 по 1971 годы учился в Государственном музыкальном училище имени Гнесиных. Позднее окончил Государственный музыкально-педагогический институт имени Гнесиных. Начиная с 1977 года он написал музыку для двадцати пяти художественных, трёхсот документальных и анимационных фильмов, а также для ТВ-передач, телевизионной рекламы, спортивных и цирковых программ, сценических представлений в СССР, США и других странах.
В 1990-е годы эмигрировал в США. На протяжении шести лет, с 1991 по 1997 годы, работал креативным директором американской телерадиокомпании WMNB, вещающей на русском языке. В настоящее время является владельцем компаний SportMusic.com и ABG World LLC.
ABG World занимается съёмками документальных фильмов, ТВ-шоу, рекламных и музыкальных роликов, анимацией, постпродакшном. Среди клиентов — «Аэрофлот», AT&T, «Красный Октябрь», Мариинский театр, Lexus, Cabaret Lido, «Новое русское слово», Western Union и другие. SportMusic.com готовит музыкальные программы для фигурного катания, синхронного плавания, спортивной и художественной гимнастики.
Проживает в городе Неаполь, штат Флорида.

## Творчество
Участвовал в создании серии мультфильмов «Ну, погоди» (выпуски 11, 12, 13, и 14). Принимал участие в работе над фильмом «Да здравствует Мексика!», снятого в 1931—1932 годах Сергеем Эйзенштейном и смонтированного в 1979 году Григорием Александровым. В 2016 году написал «Неаполитанскую симфонию», посвятив её городу, в котором живёт (Неаполь), и использовав в качестве главной темы «Неаполитанский танец» П.Чайковского из балета «Лебединое озеро». Премьера состоялась в Анкаре (Турция). Российская премьера прошла 22 апреля 2017 года в Барнауле, исполнил произведение симфонический оркестр государственной филармонии Алтайского края (дирижёр Д. Лузин). Кроме музыки к фильмам, готовил музыкальные программы для российских фигуристов. Елена Чайковская в своей книге «Фигурное катание» писала:

Великолепным помощником для меня и моих учеников почти полтора десятилетия является композитор Александр Гольдштейн. За участие в подготовке многих чемпионов мира, Европы, олимпийских игр ему присвоено звание заслуженного тренера РСФСР.
Александр Гольдштейн создал десятки — если не сотни! — блестящих музыкальных композиций. Они были разными по характеру, но всегда приносили глубокое эстетическое удовольствие и самим исполнителям, и тренерам, и миллионам зрителей.
Композитор не только охотно делится секретами своего мастерства, но и последовательно учит юных спортсменов пониманию музыки, уважению к ней.

### Фильмография

#### Мультфильмы
- 1977—1984 — Ну, погоди! (выпуски 11-14)
- 1978 — Алые паруса (экспериментальный ролик)
- 1981 — Приходи на каток
- 1982 — Бедокуры
- 1982 — Волшебное лекарство
- 1983 — Мышонок и кошка (Сюжет альманаха «Весёлая карусель» № 13)
- 1983 — Девочка и пираты (Сюжет альманаха «Весёлая карусель» № 15)
- 1984 — Переменка №3. Алхимик
- 1984 — Разрешите погулять с вашей собакой
- 1990 — Его жена курица

#### Фильмы
- 1979 — Тут… недалеко (к/м)
- 1981 — Ожидаются похолодание и снег (к/м)[5]
- 1982 — Ассоль[6]
- 1983 — Берег
- 1983 — Любовь Орлова (документальный)
- 1985 — Человек с аккордеоном
- 1986 — Верую в любовь
- 1987 — Старая азбука
- 1987 — Музыкальная смена
- 1987 — Выбор[7]
- 1987 — Шура и Просвирняк
- 1988 — Бомж. Без определённого места жительства[8]
- 1988 — Жена керосинщика
- 1989 — Я в полном порядке
- 1989 — Мир вам, Шолом!
- 1990 — Облако-рай
- 1990 — Неотстрелянная музыка
- 1991 — Номер «люкс» для генерала с девочкой
- 1991 — Московская любовь
- 1992 — Ванька-Встанька
- 2002 — Вася
- 2006 — Костя и Мышь (англ. Kostya and Mouse)
- 2007 — Оранжевая зима (англ. Orange Winter)